# Kronika Miasta Poznania
Kronika Miasta Poznania – kwartalnik historyczno-miejski, wydawany w Poznaniu od 1923 r.

## Charakterystyka
Czasopismo powołał do życia w 1923 r. prezydent miasta Cyryl Ratajski. W latach 1923–1926 miesięcznik, od 1927 r. kwartalnik. Przerwa w wydawaniu nastąpiła w okresie II wojny światowej (1939–1945) oraz w latach 1951–1956. Pierwszy numer po II wojnie światowej ukazał się w sierpniu 1945 r. Publikowana początkowo przez Towarzystwo Miłośników Miasta Poznania, do 1950 r. pismo było jego oficjalnym organem. "Kronika" została odznaczona 31 października 1963 r. Odznaką Honorową Miasta Poznania.
Od 1991 r. każdy tom ma charakter monograficzny i zawiera zestaw tekstów opisujących, analizujących lub dokumentujących wybrane zjawiska związane z szeroko pojętą historią miasta. Przybliża zapomniane fakty i postaci z życia Poznania, jest istotnym źródłem wiedzy o mieście.
Orientację w zawartości archiwalnych numerów ułatwia bibliografia "Kroniki Miasta Poznania", obejmująca lata 1923-2022.
Oprócz tomów czasopisma, w ramach serii Biblioteka Kroniki Miasta Poznania ukazują się zarówno nowe publikacje poświęcone m.in. wybitnym poznaniakom, czy zabytkom, jak i wznowienia klasycznych już monografii czy literatury pamiętnikarskiej oraz niepublikowane wcześniej opracowania tekstów źródłowych.
"Kronika Miasta Poznania" jest jedną z redakcji wchodzących w skład Wydawnictwa Miejskiego Posnania.
W skład kolegium redakcyjnego "Kroniki Miasta Poznania" wchodzą: Przemysław Matusik (redaktor naczelny i przewodniczący), Magdalena Mrugalska-Banaszak (zastępca redaktora naczelnego), Anna Olsztyn-Patyk (sekretarz), Jerzy Borowczyk, Piotr Grzelczak, Tomasz Jurek, Filip Kaczmarek, Piotr Korduba, Piotr Marciniak, Maria Teresa Michałowska-Barłóg, Filip Schmidt.